# Robert Klümpen
Robert Klümpen (* 1973 in Issum) ist ein deutscher Maler.

## Leben
Robert Klümpen studierte an der Kunstakademie Düsseldorf bei A. R. Penck und Dieter Krieg, bei dem er 2000 Meisterschüler war. Von 2014 bis 2018 war er Professor an der Hochschule für Bildende Künste Dresden. Zum Wintersemester 2018/19 übernahm Klümpen die Professur für malerische und grafische Praxis/Kunstpädagogik an der Burg Giebichenstein Kunsthochschule Halle. Seit 2022 ist er Professor für Malerei/Grundlagen an der Hochschule für Bildende Künste Braunschweig. Klümpen lebt und arbeitet in Köln und Braunschweig.

## Werk
Maßstabgetreue Darstellungen von Kiosken, Supermärkten und Türen sorgen in Robert Klümpens Gemälden für eine irritierende Koexistenz von scheinbarem Realismus und unterminierender Abstrahierung dieser Darstellungen. Nachtdarstellungen von hell erleuchteten Büdchen, Kiosken, aber auch Kneipen und Sexshops sowie Straßenansichten mit Laternen sind mit subtilem Farbeinsatz ausgeführt.
Nach einer Werkphase, die sich dem Verhältnis von Abstraktion und Gegenständlichkeit widmete, hinterfragen die jüngsten Bilder den Dekorationswert von Malerei als einer Projektionsfläche von Wertvorstellungen. Blumenstillleben, oftmals inspiriert durch Vorlagen Alter Meister und inszeniert mit realen Blumensträußen, stehen für Klümpens konzeptuelle Auseinandersetzung mit so genannten Trends, denen auch die Malerei unterliegt.

## Stipendien und Preise
- 1999: Reisestipendium der Kunstakademie Düsseldorf
- 2004: Stipendium Centro Tedesco di Studi Veneziani, Venedig
- 2005: Villa-Romana-Preis, Florenz
- 2014: Atelieraufenthalt an der Cité des Arts, Paris

## Ausstellungen (Auswahl)
- 1998: Düsseldorfer Akzente. Nordstern Versicherungs-AG, Köln (Kat.)
- 1999: ROBERT KLÜMPEN. Kalte Kerle – Heiße Eisen. Museum Karlsruhe (mit Frank Jebe)
- Höhe x Breite. Bayerische Landesbank Luxembourg, Luxembourg (Kat.)
- 2001: ROBERT KLÜMPEN. „Bilk“, Galerie Triebold, Rheinfelden
- Acryl auf Nessel. art-agents-gallery, Hamburg (mit Arno Bojak und Sven Kroner)
- 2002: ROBERT KLÜMPEN. „Liveshow“, Kunstverein La Lune en Parachute, Epinal
- Tor. Kunstsommer Oberhausen 2002, Galerie Peter Tedden, Düsseldorf/Oberhausen
- 2003: ROBERT KLÜMPEN. „Helles und Dunkles“, Galerie der Deutschen Gesellschaft für Christliche Kunst e.V. München
- 2004: ROBERT KLÜMPEN. „Diensteingang“, Centro Tedesco di Studi Veneziani, Venedig
- 2005: ROBERT KLÜMPEN. „Gute Nacht“, Kunstverein Göppingen[5]
- [update.05] Positionen zur Malerei in Deutschland. Galerie Wolfgang Gmyrek, Düsseldorf (Kat.)
- La Deutsche Vita. Abschlussausstellung der Preisträger, Villa Romana, Florenz
- 2006: Und gut is! Galerie Peter Tedden (mit Alexander Laner)
- ROBERT KLÜMPEN. lekker. Villa de Bank, Enschede
- ROBERT KLÜMPEN. Himmel und Ähd. Galerie Seippel, Köln, (Kat.)
- De Leipzig a Düsseldorf. Figuración alemana actual. Museo de Arte Contemporáneo Unión Fenosa, A Coruña
- 2007: ROBERT KLÜMPEN. Bright. Galerie Martina Detterer, Frankfurt am Main
- ROBERT KLÜMPEN. Dicke Freunde. Malkasten Düsseldorf (mit Peter Josef Abels)
- Kennzeichen D. Sammlung Tedden. Galerie der Stadt Remscheid, Remscheid
- Opening Exhibition. Galerie Seippel, Johannesburg
- 2008: ROBERT KLÜMPEN. Hier zu? Dann geh’ an’ Kiosk! Galerie Peter Tedden, Düsseldorf
- home bound – von der (un)behaustheit. menschlichen lebens. kunstraum sylt quelle, Sylt
- 2009: ROBERT KLÜMPEN. Schauraum Dachs u. Fuchs. Galerie Seippel, Köln
- ROBERT KLÜMPEN. Ich bring Frische. Galerie Wolfgang Gmyrek, Düsseldorf
- 2010: 30 Jahre GALERIE WOLFGANG GMYREK, 1980–2010. Galerie Wolfgang Gmyrek. Düsseldorf
- 2011: ROBERT KLÜMPEN. Mehr Licht, Museum Goch, Goch (Kat.)
- ROBERT KLÜMPEN. Alles wird gut, Galerie Henze & Ketterer & Triebold, Basel, Schweiz
- 2013: Gestohlene Gesten, Kunsthaus Nürnberg, Kat.
- 2014: ROBERT KLÜMPEN. „… weltschmerz is the real hero“, Galerie Martina Detterer, Frankfurt am Main
- 2016: ROBERT KLÜMPEN. Vorstellung, Oktogon, Dresden (mit Barbara Wille)
- Vom Allmächtigen zum Leibhaftigen, Kunsthaus Apolda und RELíGIO, Telgte, Kat.
- Cube – Polish-German Art Biennale, Krakau, Polen, Kat.
- 2018: „Geheimnis der Dinge“, Galerie Beck & Eggeling, Düsseldorf, (mit Recklinghausen)
- 2019: „Geheimnis der Dinge“, Kunsthalle Recklinghausen, Recklinghausen, Kat.
- 2020: ROBERT KLÜMPEN. gut und gern, Kolumba, Köln, Kat.
- ROBERT KLÜMPEN. VOLL DA, Galerie Hanna Bekker vom Rath, Frankfurt am Main, Kat.
- 2023: „Wort Schrift Zeichen – Das Alphabet der Kunst“, Kolumba, Köln
- ROBERT KLÜMPEN. WIR, Kunstverein Neustadt, Neustadt a.d. Weinstraße, (mit Götz Diergarten)
- ROBERT KLÜMPEN. Blumen für die Bilder, Galerie Hanna Bekker vom Rath, Frankfurt am Main., Kat.

## Werke in öffentlichen Sammlungen
- Museum für Neue Kunst, Karlsruhe
- Kunstverein Oberhausen
- Bielefelder Kunstverein, Bielefeld
- Film Funk Fernseh Zentrum der EKiR (FFFZ), Stockum, Düsseldorf, (FFFZ Kunstforum)
- La Lune en parachute (Kunstverein), Epina
- Deutsche Gesellschaft für Christliche Kunst, München
- Kolumba, Köln